# あじのある旅
『あじのある旅』（あじのあるたび）は、1978年4月2日から同年9月24日までTBS系列局で放送されていた旅番組。毎日放送（MBS）とオフィス・トゥー・ワンの共同製作。全26回。日本石油（現・ENEOS）の一社提供。放送時間は毎週日曜 22:30 - 23:00 (JST) 。
タイトルの通り、美味しい味を見つけることをコンセプトにしていた番組で、立川清登、小林亜星、草柳文恵が出演していた。